# Distrikt María Parado de Bellido
Der Distrikt María Parado de Bellido liegt in der Provinz Cangallo in der Region Ayacucho in Südzentral-Peru. Der Distrikt wurde am 18. Juni 1962 gegründet. Benannt wurde der Distrikt nach María Parado de Bellido († 1822), einer Nationalheldin im Unabhängigkeitskampf Perus.
Der Distrikt besitzt eine Fläche von 132 km². Beim Zensus 2017 wurden 2167 Einwohner gezählt. Im Jahr 1993 lag die Einwohnerzahl bei 3071, im Jahr 2007 bei 2831. Sitz der Distriktverwaltung ist die 3236 m hoch gelegene Ortschaft Pomabamba mit 458 Einwohnern (Stand 2017). Pomabamba liegt 10 km westnordwestlich der Provinzhauptstadt Cangallo.

## Geographische Lage
Der Distrikt María Parado de Bellido liegt im Andenhochland im östlichen Süden der Provinz Cangallo. Der Río Pampas fließt entlang der südlichen Distriktgrenze nach Osten und entwässert das Areal.
Der Distrikt María Parado de Bellido grenzt im Westen an den Distrikt Chuschi, im Nordosten an den Distrikt Los Morochucos, im Südosten an den Distrikt Cangallo sowie im Süden an den Distrikt Alcamenca (Provinz Víctor Fajardo).

## Ortschaften
Neben dem Hauptort gibt es folgende größere Ortschaften im Distrikt:
- Chacolla (793 Einwohner)
- Santa Cruz de Ñuñunhuaycco (216 Einwohner)